# Chimbel
Chimbel é uma vila no distrito de Goa Norte, no estado indiano de Goa.

## Demografia
Segundo o censo de 2001, Chimbel tinha uma população de 11 983 habitantes. Os indivíduos do sexo masculino constituem 51% da população e os do sexo feminino 49%. Chimbel tem uma taxa de literacia de 61%, superior à média nacional de 59,5%; a literacia no sexo masculino é de 67% e no sexo feminino é de 54%. 14% da população está abaixo dos 6 anos de idade.